# Archway Islands

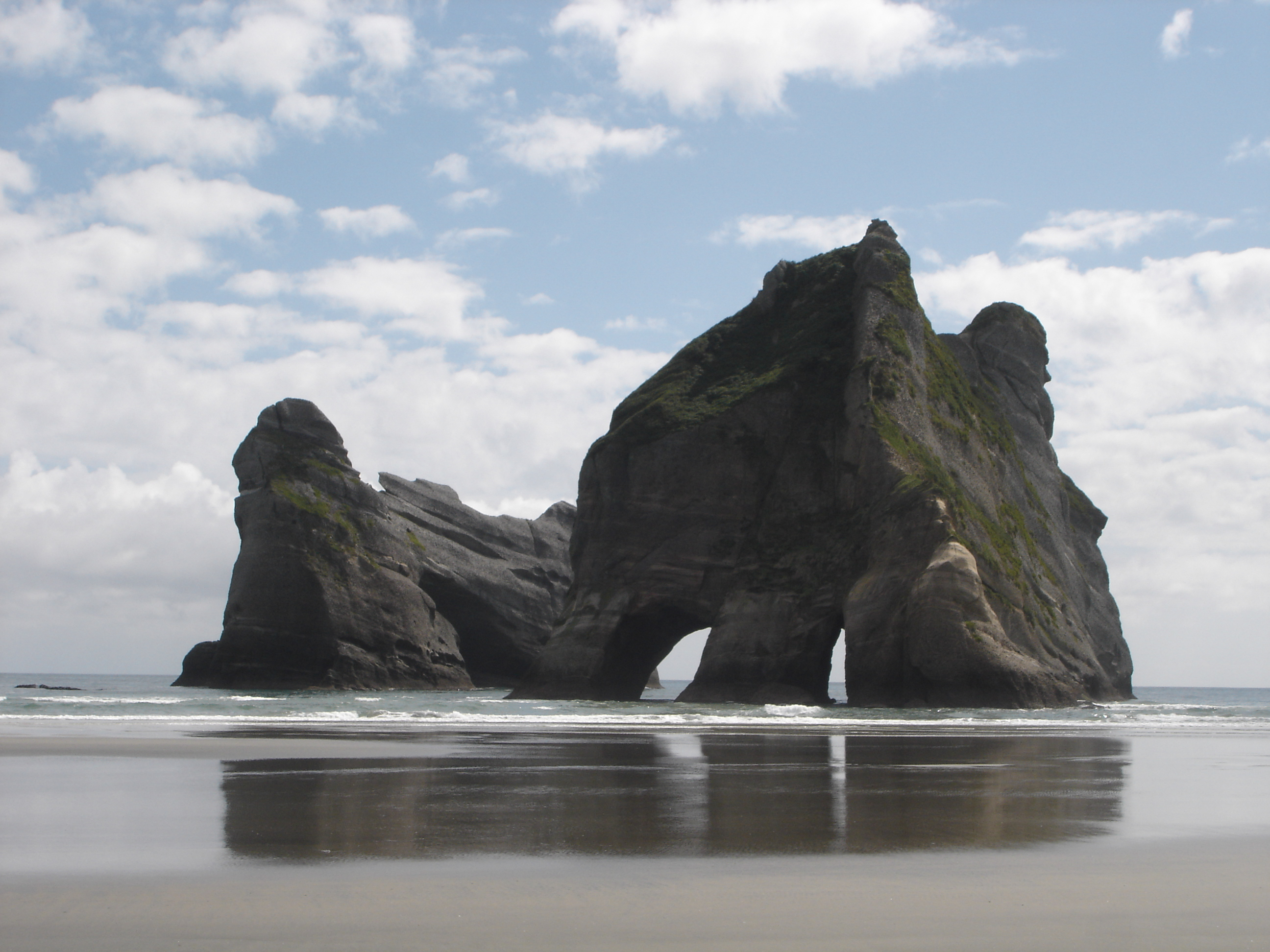
Die Felseninseln spiegeln sich im nassen Sand am Wharariki Beach

Die Archway Islands sind eine unbewohnte kleine Inselkette im Norden  der Südinsel Neuseelands. Sie erstreckt sich über knapp einen Kilometer von Cape Farewell in westlicher Richtung in die Cookstraße. Die Gruppe besteht aus vier dem Strand Wharariki Beach vorgelagerten Felseninseln, deren größte nur etwa 200 × 300 m misst und mehreren kleineren Felsen.